# Paolo Bertoli
Pour les articles homonymes, voir Bertoli.
Paolo Bertoli (né le 1er février 1908 à Poggio Garagagna, en Toscane, Italie, et mort le 8 novembre 2001 à Rome) est un cardinal italien de l'Église catholique, préfet de la Congrégation pour les causes des saints de 1969 à 1973 et camerlingue de 1979 à 1985.

## Biographie
Paolo Bertoli étudie à Rome. Après son ordination, il est attaché à la nonciature en Yougoslavie (en) de 1933 à 1938. Il est nommé chambellan privé de Sa Sainteté en 1934. Il est auditeur de la nonciature en France entre 1938 et 1942. Il est élevé au rang de prélat domestique de Sa Sainteté en 1946. Il est le représentant du pape à la Conférence internationale chargée de résoudre les problèmes posés par la Seconde Guerre mondiale à Berne, en Suisse, en 1946. Il est chargé d'affaires de la nonciature en Tchécoslovaquie (en) pour 1949, mais ne peut pas occuper ce poste pour des raisons politiques. 
Bertoli est nommé archevêque titulaire de Nicomédie (de) et délégué apostolique en Turquie (en) le 24 mars 1952. Il reçoit la consécration épiscopale le 11 mai suivant des mains du cardinal Eugène Tisserant. Il ne reste qu'un an à Ankara avant d'être envoyé comme nonce apostolique en Colombie (en) jusqu'en 1959, puis brièvement au Liban (en) et enfin en France de 1960 à 1969.
Comme évêque, il participe aux différentes sessions du concile Vatican II de 1962 à 1965.
Le pape Paul VI le crée cardinal lors du consistoire du 28 avril 1969 avec le titre de cardinal-diacre de S. Girolamo della Carità. Quelques jours plus tard, il le nomme préfet de la Congrégation pour les causes des saints, charge qu'il est le premier à occuper. Quittant cette charge en 1973, il est élevé dans l'ordre des cardinaux-prêtres au titre de San Girolamo degli Schiavoni.
Il participe aux deux conclaves de 1978 qui voient les élections de Jean-Paul Ier et de Jean-Paul II. En 1979, après la mort du cardinal Villot, Jean-Paul II le nomme Camerlingue de la Sainte Église romaine. Au cours du premier consistoire ordinaire secret pour la création de nouveaux cardinaux du pape Jean-Paul II du 30 juin 1979, il est élevé à l'ordre des cardinaux-évêques, avec le diocèse suburbicaire de Frascati. Il abandonne sa charge de camerlingue en 1985.

## Succession apostolique
Paolo Bertoli a ordonné les évêques suivants :
- Archevêque José Joaquín Flórez Hernández (de) (1955)
- Évêque Jacinto Vásquez Ochoa (de) (1957)
- Évêque Robert Frossard (1968)
- Évêque Daniel-Joseph-Louis-Marie Pézeril (1968)
- Archevêque Luciano Angeloni (1971)
- Cardinal Carlo Furno (1973)
- Archevêque Bruno Tommasi (it) (1983)
- Archevêque Martino Giusti (1984)